# モモウメ
『モモウメ』は、日本のショートアニメである。2018年よりYouTubeやTikTokなどで配信されている。
2021年に伊藤沙莉と江口のりこ主演で実写ドラマ化した。

## 概要
さまざまな「あるある」を描くショートアニメ。プロデューサーの内田真之介がキュービックに動画クリエイティブとして入社した当時、動画やアニメを作る部署はなかったが、内田の強みが生きそうだからということから動画制作が開始され、そのままアニメ制作が進行。『モモウメ』の製作前に、内田からいくつか広告案件の映像を依頼し、その後キュービックで展開している薬剤師の転職メディアのプロモーションとして2018年に『モモウメ (薬剤師篇)』が誕生した。以降、さまざまな職種でのストーリー「いろんな職業篇」を経て、現在に至る。2人がさまざまな職業に挑戦することになった理由について、内田は「もっと多くの仕事の悩みを解決したいと思ったから。薬剤師さんだけでなく、様々な職業につく皆さんを元気にしたかった」と語っている。「いろんな職業篇」においては、題材にする職業の人物にヒアリングを行なっている。
2019年からは新人のOLのモモちゃんと、ベテランOLのウメさんが務める会社を舞台とした「OL編」の配信がスタート。OLを題材にした理由について、監督の中道一将は、「OLも僕らは経験したことはないけれど、会社（ファニムビ）を経営しているから上司の立場や組織の難しさを分かっている」「会社の中でインサイトを見つけられる可能性があることや、それならきっと共感してもらえるストーリーが描けるはず！」という結論に至ったとしている。
2021年6月30日にシリーズ初となるBlu-ray&CD『今日も給湯室がすごいことになってますよw』が発売された。
2021年7月1日配信回でオフィスが「リフォーム」されることになり、「OL編」はいったん幕を閉じ、「リフォーム完了後」に新章がスタート。これと同時に新シリーズ「学園編」が制作される。「学園編」は、3年間で世界観が深まり、主要キャラクター2人のことをもっと知りたいという声が高まったことと、かつてTikTokで配信された「JK編」が好評だったことを受けて、本格的に始動したもの。
2021年7月時点で累計再生回数は1億超、YouTubeチャンネル登録者数は40万人、TikTokフォロワー数は36万人を突破している。
2021年8月より監督・脚本・声優共に株式会社ファニムビ（FUNNYMOVIE）の中道一将をはじめ、舞台演劇経験者多数の実力派スタッフたちが行っていたが、今回の変更により、監督・脚本は現制作会社キュービックの水口達己が担当となり、アフレコは現役のプロ声優が引き継ぐこととなった。
2022年2月、ユニバーサルホームとコラボレーションした動画がACC TOKYO CREATIVITY AWARDSの2021年度フィルム部門Bカテゴリーでシルバーを受賞した。
2022年11月30日以降、動画投稿が停止している。

## 登場人物
「モモウメOL篇」（リニューアル前）までは、登場するキャラクターの声を制作会社のスタッフが担当していた。

### 薬剤師篇
当時はモモとウメの名前が逆になっていた。
モモ
ウメの先輩。黒髪お団子にモモ型の髪留めをしている。無類のマッチョ好き。

ウメ
モモの後輩。茶髪ポニーテールにウメ型の髪留めをしている。イケメン好きで「ワセリンの王子様」にハマっている。

アイちゃん
本社から派遣されてきた人工知能ロボット薬剤師。

### OL篇
声はリニューアル後のもの。
モモ（24）
声 - 金田朋子
ウメの後輩。総務部庶務課で働く新人OL。新人ながらもすでにありとあらゆる会社の理不尽を経験し始めている。
仲間内ではっちゃけていた学生時代のまま会社員になり、今も割とそのテンションで働いている。
茶髪ポニーテールにモモ型の髪留めをしている。イケメン好きで「ワセリンの王子様」というBL作品にハマっている。
会ちゃん
緑色の象の腕人形の姿をした自称「会社の精霊」。毒舌で少々口が悪い。しかし、その毒舌ぶりが社内で人気となっており、会ちゃんに怒られたい社員が増加している。

ウメ（40）
声 - 飯塚雅弓
モモの先輩。総務部庶務課で働くベテランOL。会社員が仕事で経験する大抵のことはすでに経験しており、それゆえに妙な落ち着きがある。
大抵のことはコントロールできるが、モモちゃんだけはコントロールできず、いつも振り回されているが、一方でモモの理解者でもある。
黒髪お団子（入社したての頃は高い位置で結んだポニーテール）にウメ型の髪留めをしている。無類のマッチョ好き。

リンゴさん
モモウメの先輩。社長室で働くベテランOL。包容力と寛容さを持ち合わせており、肝っ玉母ちゃんと称されている。

おしゃクソ姉さん
モモウメの同僚。最もカリスマ性のある存在。
一度しゃべり始めたら誰にも止められないため、おしゃクソ姉さんと呼ばれ始めた。今ではそのあだ名が定着するあまり、誰も姉さんの本名を知らない。本名は知られていないのに、社内のOLの中では知らない人がいないほどの絶大な人気を誇っている。
趣味はハイウェイとヘミングウェイとDIY。

よっちゃん
モモウメの同僚で、モモの同期。
仕事にも恋愛にも人間関係にも真面目に向き合っている。そのため悩み事も多く、モモやおしゃクソ姉さんにしばしば相談している。
全登場人物の中で一番ピュアなOLなので、できればずっとそのままでいて欲しいと社内の誰もが願っている。

マウント女子
モモウメの同僚。誰も証明してくれない自分の幸せを証明するために、息をするようにマウントをとる。個人よりもグループで活動する事を好む。

サバサバ女子
モモウメの同僚。相手の言う事に対して正論で返すセイロニスト。後に役職が上がり、相手に意見を言わせて「正解！」と言って正論を引き出すようになり、信者が増加している。

部長
モモウメの上司。いつも中間管理職として板挟み状態にいる。
飲み会ではめんどくさいし、定時前に仕事を増やすし、ミスをなすりつけてくるし、リモートワークで部下がちゃんと仕事をしているか気になって進捗確認をしすぎて過干渉だけど、なんだかんだ愛されている。
可愛い動物がプリントされているTシャツと、ガーデニングが好き。イライラしている時に干し芋を渡すと喜ぶ。ペスという名前の犬を飼っている。
自宅には地熱床暖房を導入しているが、気持ちよすぎて床だぅんをしてしまうためWEB会議の時はズボンに大量の保冷剤を入れて凌いでいる。

課長
モモウメの上司。チョレボ（朝令暮改）を繰り返すことから、モモからはチョレボックリと呼ばれている。

花園さん
いろんな職業篇で登場のモモウメの同僚。社内一のイケメンでモモの憧れの人だが、ウメが被ったお面を見ただけでもドキドキして話ができないでいる。

中山さん
モモウメの同僚。総務部庶務課で働くOL。「普通は」とグイグイ押すように言うことから、モモからぶつかり稽古の師範代のようだと例えられている。

マスオ
モモの先輩。営業部で働く男性社員。話を途中で被せてくることで有名で、モモは非常に嫌っている。

### モモウメ学園
モモ
声 - 金田朋子
高校生の時のモモ。ココとナナとはクラスメイト。目立ちたい、人気者になりたいと考えているが、いつも空回りしている。

ココ
声 - 飯塚雅弓
モモとナナのクラスメイト。何時も気の抜けた雰囲気ながら、何故か周りと仲良くできる世渡り上手な一面を持つ。好奇心旺盛で流行には敏感。

ナナ
声 - 美山加恋
モモとココのクラスメイトでツッコミ役。真面目な性格で勉強にもおしゃべりにも一生懸命取り組むしっかり者。「ちゃんとする」が信条でかなり几帳面。

### 劇中作品
ワセリンの王子様
イケメン薬剤師とイケメン患者との危ない恋物語を題材にした人気BLアニメ。
2.5次元俳優で舞台化もされた。
テーマソングは「4C2」。

早稲倫太郎(29)
攻
笠月ハジメ(21)
受

シェフひさえ
「シェフひさえの免疫アップ守りめし」という料理動画を投稿している投稿者。ピザが好物で、ちゃんこ鍋の動画では料理したものではなくピザを食べていた。

## テレビドラマ
2021年9月10日から定額制動画配信サービス「Hulu」で毎週金曜の21時00分に配信のWebドラマ（1話2エピソード、全20話〈40エピソード〉）。さらに日本テレビでは同年9月12日から毎週日曜の14時00分頃（初回のみ13時00分頃）- に放送された（毎週1エピソード×10回：全10話）。2021年10月10日以降は『東京03とスタア』のミニコーナーとして放送された。なお、放送・配信日程、エピソード内容は予告なしで変更になる場合がある。また、2021年11月21日13時45分には主演の2人と脚本を担当した3人による舞台裏や制作秘話を語る30分のスペシャル番組が放送された。主演は伊藤沙莉と江口のりこ。

### キャスト
- モモ - 伊藤沙莉 / 竹原芳子（老モモ）
- ウメ - 江口のりこ
- 部長 - 皆川猿時[16]
- りんごさん - いとうあさこ[16]
- よっちゃん - 鞘師里保[16]
- マウント女子 - 青山めぐ[16]
- ワセリンの王子様（笠月ハジメ / 早稲倫太郎） - 小西詠斗（笠月ハジメ）[16] / 有澤樟太郎（早稲倫太郎）[16]
- 中山さん - 松山愛里 / モロ師岡（師範代）
- コピー機の修理業者 - きづき
- おしゃクソ姉さん - 栗山千明（特別出演）[15]
- 小野寺ずる、元松あかね、内野七星、木川淳一、ニクまろ、鶏冠井孝介、大川航、小慎まこ、佐々木晴花、朝日奈杏、三島ゆたか

### スタッフ
- 原作アニメ -「モモウメ」（キュービック）
- 監督・演出 - 山本ヨシヒコ
- 脚本 - 森ハヤシ（#1 - 17、19 - 20）、伊藤俊介（オズワルド）（#7、10、12、16、18）[14]、畠中悠（オズワルド）（#8、11、15、18、20）[14]
- 制作 - 高石和男
- プロデューサー - 岩長真理（日本テレビ）、内田真之介（キュービック）、西紀州（AX-ON）
- アシスタントプロデューサー - 横山裕子
- 音楽 - 河内結衣
- 撮影 - 今西真基、岩見周平
- 照明 - 石黒靖浩
- 音声 - 土屋年弘
- 編集 - 井川剛史
- カラーグレーディング - 今西正樹
- 振付 - えんどぅ
- 時計イラスト - 山本麻代（キュービック）
- エキストラ - オフィス・オーパ、クロキプロ、キュービック（水口達己、山本麻代、前田容輔）（#20）
- 撮影協力 - 株式会社レントシーバー、佐竹商店街（#13、14）、なまはげ銀座店（#13、14）、汐留シオサイト5区イタリア街（#14）
- 持道具協力 - 京阪商会
- 制作プロダクション - AX-ON
- 製作著作 - 日本テレビ

### 配信リスト
| 配信日         | 話数 | タイトル                                 | タイトル                     | 脚本                                         | 演出         |
| 配信日         | 話数 | Aパート                                  | Bパート                      | 脚本                                         | 演出         |
| -------------- | ---- | ---------------------------------------- | ---------------------------- | -------------------------------------------- | ------------ |
| 2021年09月10日 | #1   | マウンティングマウンテン                 | スイーツ des 自己診断        | 森ハヤシ                                     | 山本ヨシヒコ |
| 2021年09月10日 | #2   | 完璧主義はダメ                           | アレオレ詐欺                 | 森ハヤシ                                     | 山本ヨシヒコ |
| 2021年09月17日 | #3   | バレンタイン大会議                       | ワセリンの王子様             | 森ハヤシ                                     | 山本ヨシヒコ |
| 2021年09月17日 | #4   | セイロニスト                             | 回せ、根を回せ               | 森ハヤシ                                     | 山本ヨシヒコ |
| 2021年09月24日 | #5   | ナスリー＆ツケリー                       | イライラしてる部長には干し芋 | 森ハヤシ                                     | 山本ヨシヒコ |
| 2021年09月24日 | #6   | 奢られるならこれくらいは知っておくべき？ | サクサクのリズムに合わせて   | 森ハヤシ                                     | 山本ヨシヒコ |
| 2021年10月01日 | #7   | マウントバトルロイヤル                   | 論理的思考                   | 森ハヤシ、伊藤俊介（オズワルド）             | 山本ヨシヒコ |
| 2021年10月01日 | #8   | 結論から話して                           | ハイウェイから               | 森ハヤシ、畠中悠（オズワルド）               | 山本ヨシヒコ |
| 2021年10月08日 | #9   | 愛想ヘッドバンギング                     | 出社する理由                 | 森ハヤシ                                     | 山本ヨシヒコ |
| 2021年10月08日 | #10  | 難しいビジネス敬語                       | 領収書ポリス                 | 森ハヤシ、伊藤俊介（オズワルド）             | 山本ヨシヒコ |
| 2021年10月15日 | #11  | ググレーヌ                               | 顔が笑ってない               | 森ハヤシ、畠中悠（オズワルド）               | 山本ヨシヒコ |
| 2021年10月15日 | #12  | IT格差!?                                 | 友人代表スピーチ             | 森ハヤシ、伊藤俊介（オズワルド）             | 山本ヨシヒコ |
| 2021年10月22日 | #13  | モモとウメの出会い                       | モモとウメの出会い2          | 森ハヤシ                                     | 山本ヨシヒコ |
| 2021年10月22日 | #14  | モモとウメの出会い3                      | モモとウメの出会い4          | 森ハヤシ                                     | 山本ヨシヒコ |
| 2021年10月29日 | #15  | ボーナスの使い道                         | カカエキレーヌ               | 森ハヤシ、畠中悠（オズワルド）               | 山本ヨシヒコ |
| 2021年11月05日 | #16  | なんぼのもんじゃい低気圧                 | 飲み会セミナー               | 森ハヤシ、伊藤俊介（オズワルド）             | 山本ヨシヒコ |
| 2021年11月12日 | #17  | ぶつかり稽古の師範代                     | みんな強い子                 | 森ハヤシ                                     | 山本ヨシヒコ |
| 2021年11月12日 | #18  | 先輩に声をかけるときは                   | 会ちゃんに怒られたい         | 伊藤俊介（オズワルド）、畠中悠（オズワルド） | 山本ヨシヒコ |
| 2021年11月19日 | #19  | チョレボックリ                           | 会議だけして生きていく       | 森ハヤシ                                     | 山本ヨシヒコ |
| 2021年11月19日 | #20  | 先人達から未来へのプレゼント             | 愛の言葉は4C2                | 森ハヤシ、畠中悠（オズワルド）               | 山本ヨシヒコ |

## Blu-ray
今日も給湯室がすごいことになってますよw
2021年6月30日発売。Blu-rayとCDの2枚組（品番UCXJ-1006）。Blu-rayにはYoutubeで配信された中から厳選された28エピソードとBlu-ray限定2エピソードの計30エピソードを収録。CDには劇中で歌われた楽曲7曲とそのインストゥルメンタル版7曲の計14曲を収録。
収録リスト
Blu-ray
1. マウンティングマウンテン
2. ナスリー＆ツケリー
3. スイーツ des 自己診断
4. ショートモモウメ
5. 愛想ヘッドバンギング
6. 日本よこれが親睦だ
7. バレンタイン大会議
8. 愛の言葉は4C2
9. 会社の精霊
10. マウントバトルロイヤル
11. ググレーヌ
12. セイロニスト
13. 領収書ポリス
14. アレオレ詐欺
15. チョレボックリ
16. TTアーム
17. 愛についてわかった
18. ハイウェイから
19. 会議だけして生きていく
20. A4から溢れるトキメキ
21. みんな強い子
22. 難しいビジネス敬語
23. 完璧主義はダメ
24. ゾンビ思考
25. 回せ、根を回せ
26. 新人編「モモとウメの出会い」
27. 新人編「初めての飲み会」
28. 新人編「求不得苦」
29. 仕事でミスしたときは（Blu-ray限定特典映像）
30. 思考停止（Blu-ray限定特典映像）

CD
収録曲は「モモウメ サウンドトラック」としてSpotify、YouTube Music、mora、Apple Music等の各音楽配信サービスでも配信されている。
1. 愛の言葉は4C2（1:58）
  - 唄：モモ、4C2（早稲倫太郎、笠月ハジメ）
  - 作詞・作曲：乾燥二郎

2. ナスリー＆ツケリー（1:32）
  - 唄：モモ、ウメ

3. チョレボックリ（0:35）
  - 唄：モモ

4. おしゃクソ姉さんのテーマ（0:35）
5. サクサクのリズム（1:41）
  - 唄：モモ、ウメ、よっちゃん

6. 回せ、根を回せ（1:50）
  - 唄：モモ、ウメ

7. すーはー（1:58）
  - 唄：モモ、ウメ

8. 愛の言葉は4C2 (Instrumental)（1:58）
9. ナスリー＆ツケリー (Instrumental)（1:32）
10. チョレボックリ (Instrumental)（0:35）
11. おしゃクソ姉さんのテーマ (Instrumental)（0:35）
12. サクサクのリズム (Instrumental)（1:41）
13. 回せ、根を回せ (Instrumental)（2:15）
14. すーはー (Instrumental)（16:06）

## 書籍
- モモウメ『モモウメ　今日も職場はバトルロイヤル』KADOKAWA、2021年6月30日。ISBN 9784046050342。